# Księstwo zatorskie
Księstwo zatorskie (niem. Herzogtum Zator) – księstwo ze stolicą w Zatorze, herbem księstwa był orzeł biały na błękitnym polu z literą Z na piersiach.
Samodzielne księstwo zatorskie wydzielono po śmierci księcia oświęcimskiego Kazimierza i przekazano je najstarszemu z jego synów  Wacławowi. Księstwo zatorskie zostało wykupione przez króla Jana Olbrachta w roku 1494, ale pozostawał w nim na dożywociu książę Janusz V, po którego zabójstwie w 1513 roku księstwo de facto przyłączono do Królestwa Polskiego.

## Historia
- 1445 – powstanie księstwa na skutek podziału księstwa oświęcimskiego pomiędzy spadkobierców księcia Kazimierza I oświęcimskiego
- 1456 – książę zatorski Wacław I złożył hołd królowi polskiemu Kazimierzowi IV Jagiellończykowi
- 1462 – król Czech Jerzy z Podiebradów na zjeździe z Kazimierzem Jagiellończykiem w Głogowie zobowiązał się nie rościć pretensji do zajętych przez Polskę terenów Śląska
- 1494 – Jan (Janusz) V z braku legalnego potomstwa odsprzedał księstwo Janowi I Olbrachtowi z zagwarantowaniem dożywocia
- 1513 – przyłączenie księstwa do Polski po zabójstwie Janusza V
- 1564 – podpisanie oficjalnego aktu inkorporacji księstwa zatorskiego i oświęcimskiego na sejmie w Warszawie do województwa krakowskiego, jako tzw. powiat śląski[3]. W praktyce Habsburgowie używali jednak nadal nazw obu księstw zobacz np. tytuły Maria Teresa Habsburg[4].

## Galeria

Herb księstwa, XVIII
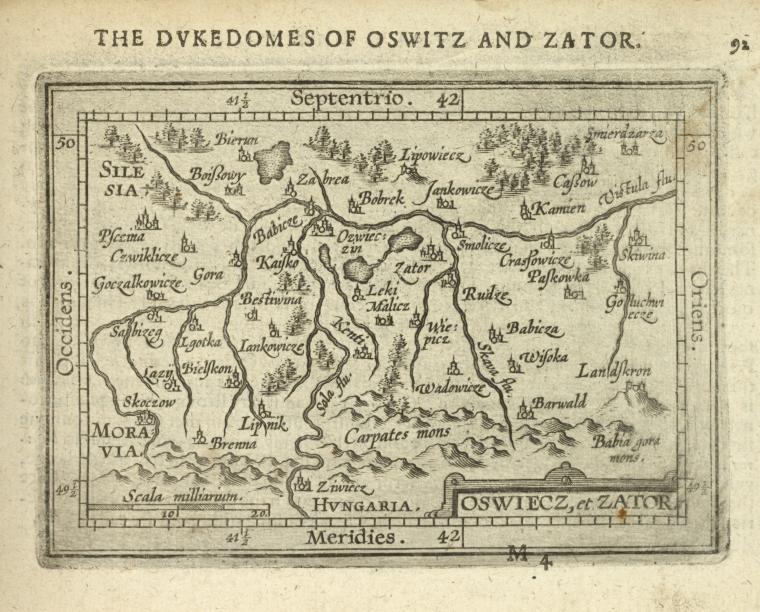
Ks. oświęcimskie i zatorskie
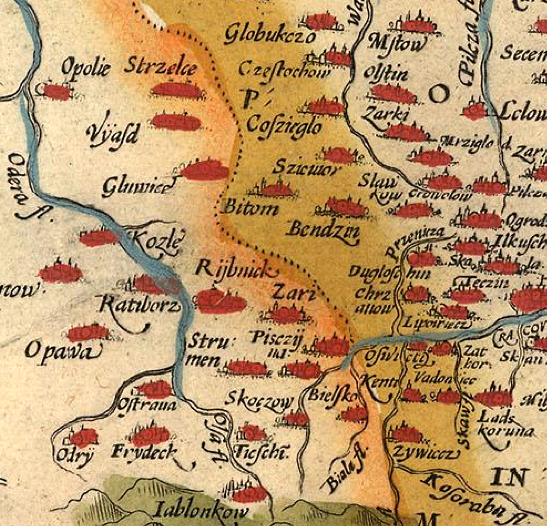
Ks. oświęcimskie w Kr. Polskim
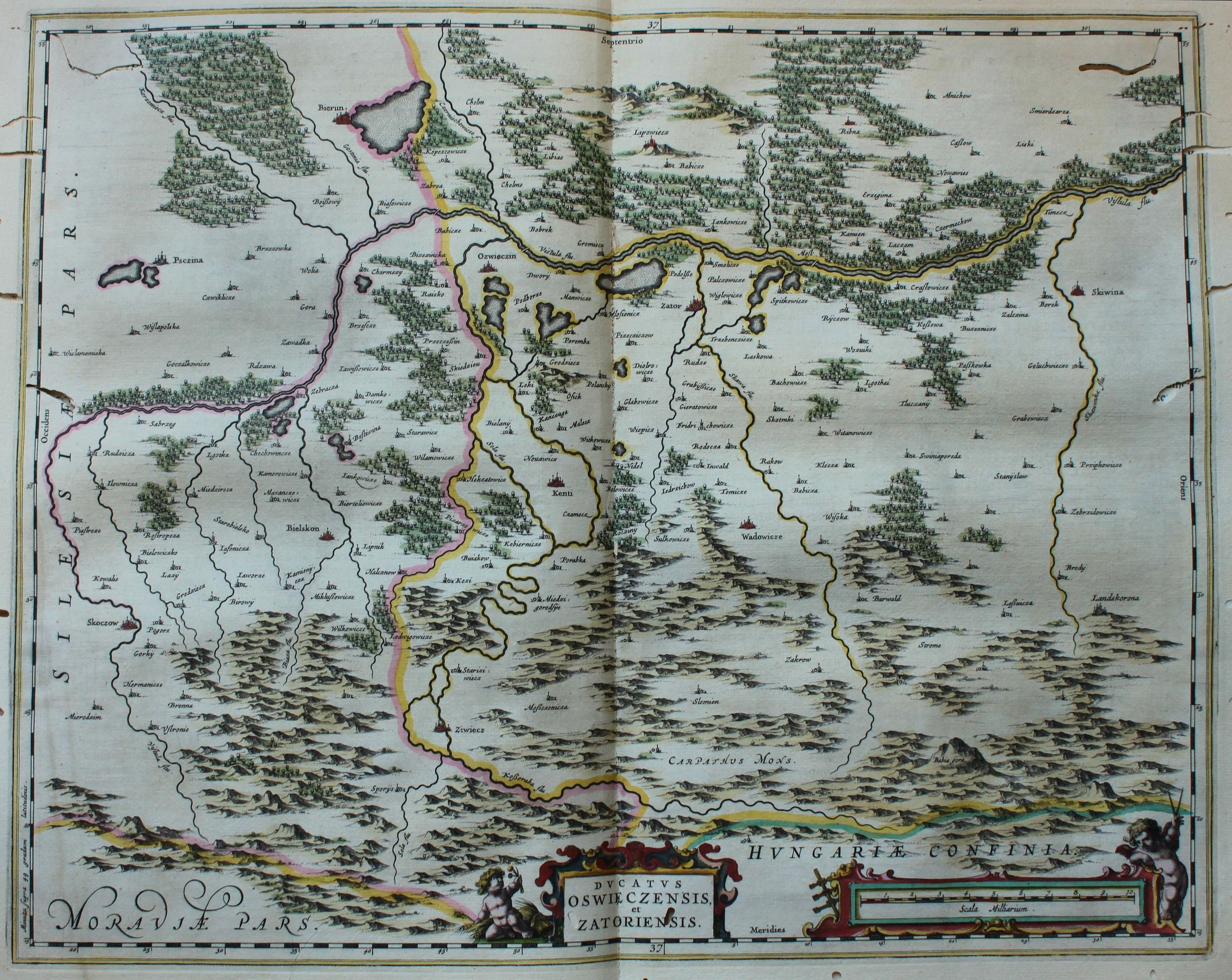
Ks. oświęcimskie i zatorskie, mapa 1659
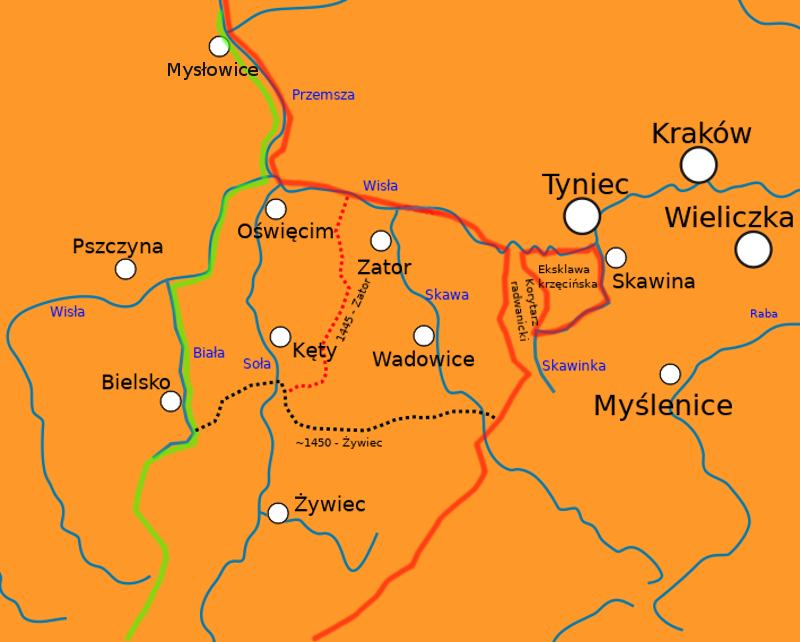
Ks. oświęcimskie w średniowieczu
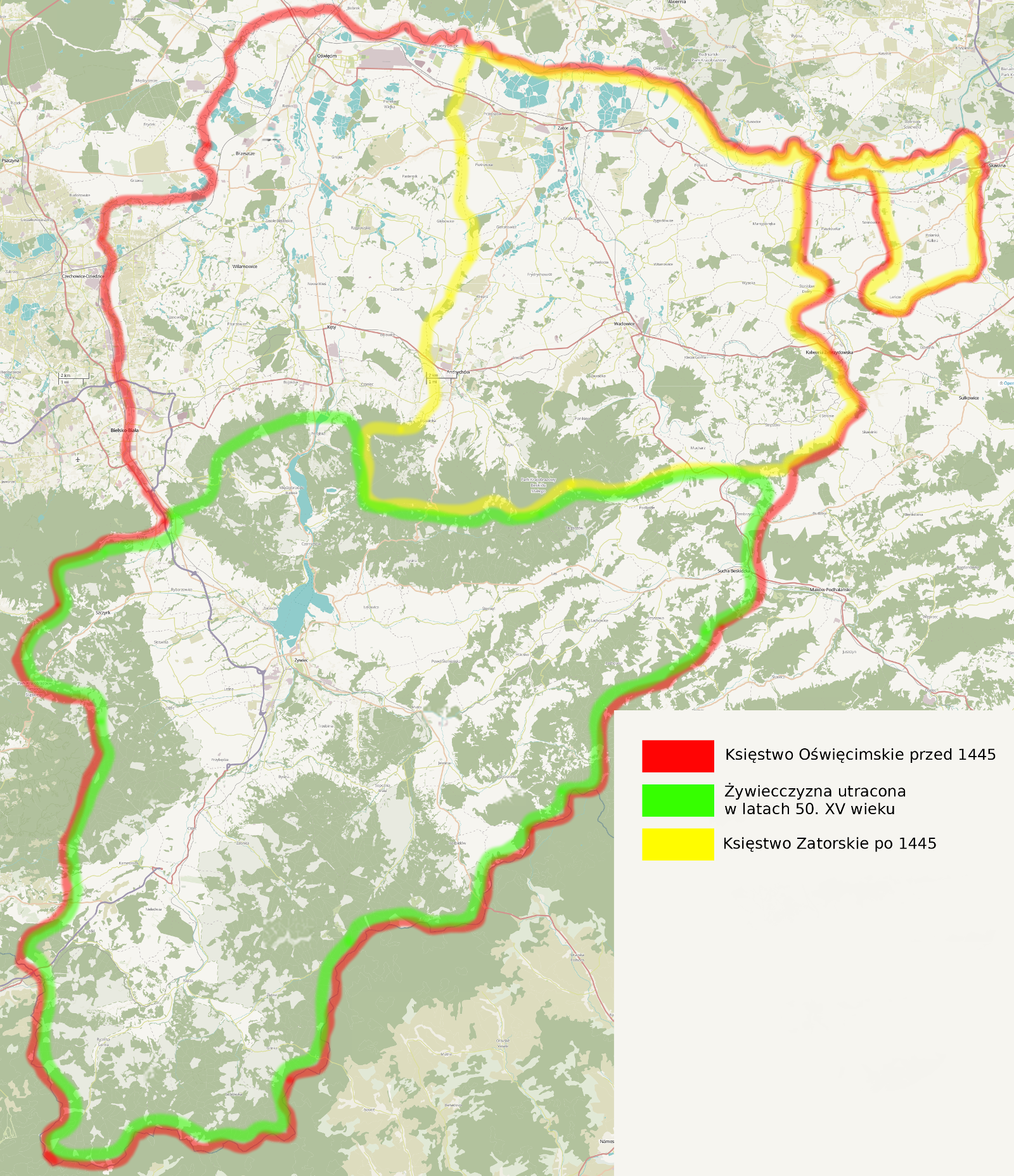
Ks. oświęcimskie